# Angel Salas Larrazabal
‎
Angel Salas Larrazabal, španski častnik, vojaški pilot, letalski ataše in letalski as, * 10. oktober 1906, Orduna, Viskaja, Španija, † 19. julij 1994, Španija.
Med špansko državljansko vojno je opravil 618 misij, 1.215 letalnih ur, udeležen v 49 zračnih bojih, bil sestreljen štirikrat in sestrelil 16 sovražnikovih letal in si delil enega.
Med drugo svetovno vojno je bil med španskimi prostovoljci na nemški strani na vzhodni fronti, kjer je postal prvi španski letalski as druge svetovne vojne. Vsega skupaj je sestrelil 6 letal in uničil še dve na kopnem.

## Odlikovanja
- železni križec
- nemški križ v zlatu